# موشيه ليفينغر
موشيه ليفينغر (بالعبرية: משה לוינגר؛ 1935 - 2015) ناشط وحاخام صهيوني إسرائيلي، تولى منذ عام 1967 حركة توطين اليهود في الضفة الغربية وبخاصة في الخليل.

كان أحد قادة حركة الاستيطان غوش إيمونيم، التي تأسست عام 1974، والتي اكتسب بين صفوفها مكانة كبيرة. 